# Pavel Bartyzal
Pavel Bartyzal (* 2. října 1946, České Budějovice) je bývalý český fotbalista, záložník.

## Fotbalová kariéra
Je odchovancem Dynama České Budějovice. V československé lize hrál za LIAZ Jablonec. Nastoupil ve 31 ligových utkáních. Gól v lize nedal.

## Ligová bilance
| Ročník                                   | Zápasy | Góly | Klub          |
| ---------------------------------------- | ------ | ---- | ------------- |
| 1. československá fotbalová liga 1974/75 | 21     | 0    | LIAZ Jablonec |
| 1. československá fotbalová liga 1975/76 | 10     | 0    | LIAZ Jablonec |
| CELKEM 1. liga                           | 31     | 0    |               |